# Кульбаево-Мараса
Кульбаево-Мараса (тат. Күлбай Мораса) — село в Нурлатском районе Республики Татарстан, административный центр Кульбаево-Марасинского сельского поселения.

## Этимология
Топоним произошёл от антропонима татарского происхождения «Күлбай» и гидронима «Мораса» (Мараса).

## География
Село расположено на левом берегу реки Мараса, в 59 км к северо-западу от города Нурлата.

## История
Село основано во второй половине XVII века. В XVIII — первой половине XIX века жители относились к сословию государственных крестьян. Занимались земледелием, разведением скота, кузнечным и бондарным промыслами, изготавливали кожаную обувь. 
В «Списке населенных мест по сведениям 1859 года», изданном в 1866 году, населённый пункт упомянут как казённая деревня Кульбаева Мураса 2-го стана Чистопольского уезда Казанской губернии. Располагалась при речке Мурасе, по правую сторону торговой дороги из Чистополя в Самару, в 67 верстах от уездного города Чистополя и в 15 верстах от становой квартиры в казённом пригороде Билярске (Буляре). В деревне в 299 дворах жили 1772 человека (912 мужчин и 860 женщин). Были 2  мечети.
По сведениям переписи 1897 года, в деревне Кульбаево-Леураса Чистопольского уезда Казанской губернии жили 2717 человек (1338 мужчин и 1379 женщин), из них 2706 мусульман.
В начале XX века здесь действовали земская школа (открыта в 1900 г.), 30 кузниц, 2 спичечные фабрики, 2 магазина, 17 мелочных лавок. В этот период земельный надел сельской общины составлял 4706 десятин. До 1920 года село входило в Старо-Альметевскую волость Чистопольского уезда Казанской губернии. С 1920 года в составе Чистопольского кантона ТАССР. С 10.08.1930 в Билярском, с 01.02.1963 в Октябрьском, с 10.12.1997 в Нурлатском районах.

## Население
| 1782 | 1859 | 1897 | 1908 | 1920 | 1926 | 1938 | 1949 | 1958 | 1970 | 1979 | 1989 | 2002 | 2010 |
| ---- | ---- | ---- | ---- | ---- | ---- | ---- | ---- | ---- | ---- | ---- | ---- | ---- | ---- |
| 233  | 1772 | 2717 | 3870 | 3721 | 2020 | 1848 | 1750 | 1281 | 1383 | 1141 | 727  | 891  | 704  |

Национальный состав
Согласно результатам переписи 2002 года, в национальной структуре населения села татары составляли 100% из 891 человека.

## Экономика
Полеводство, молочное скотоводство.

## Инфраструктура и культура
Средняя школа, дом культуры, библиотека. В селе расположен музей Габдуллы Кариева.

## Религия
Мечеть.

## Известные люди
- Махмуд Фуад Туктаров (1880—1938) — общественный деятель, юрист, журналист, член Всероссийского учредительного собрания
- Габдулла Кариев (настоящее имя и фамилия — Миннибай Хайруллин (1886—1920) — татарский актёр и режиссёр. Один из основоположников татарского национального театра
- Сайфи Абруй Саляховна (1889—1960) — педагог, журналист, переводчик, писатель
- Ахмадзаки Сафиуллин (1896—1995) — татарский богослов, имам казанской мечети аль-Марджани, духовный наставник ряда известных исламских богословов
- Юлдашев Кияметдин Исхакович (1890—1955) — татарский поэт, директор Татгосиздата (1927—1935), отец академика Алмаза Юлдашева
- Миндубаев Адип Сахипович (1929—1998) – Министр культуры Татарской АССР в 1973—1976 годах